# Поджо-Миртето
Поджо-Миртето (итал. Poggio Mirteto) — коммуна в Италии, располагается в регионе Лацио, подчиняется административному центру Риети.
Население составляет 5175 человек, плотность населения составляет 199 чел./км². Занимает площадь 26 км². Почтовый индекс — 02047. Телефонный код — 0765.
Покровителем населённого пункта считается San Gaetano di Thiene. Праздник ежегодно празднуется 7 августа.